# Zisterzienserinnenabtei Herkenrode

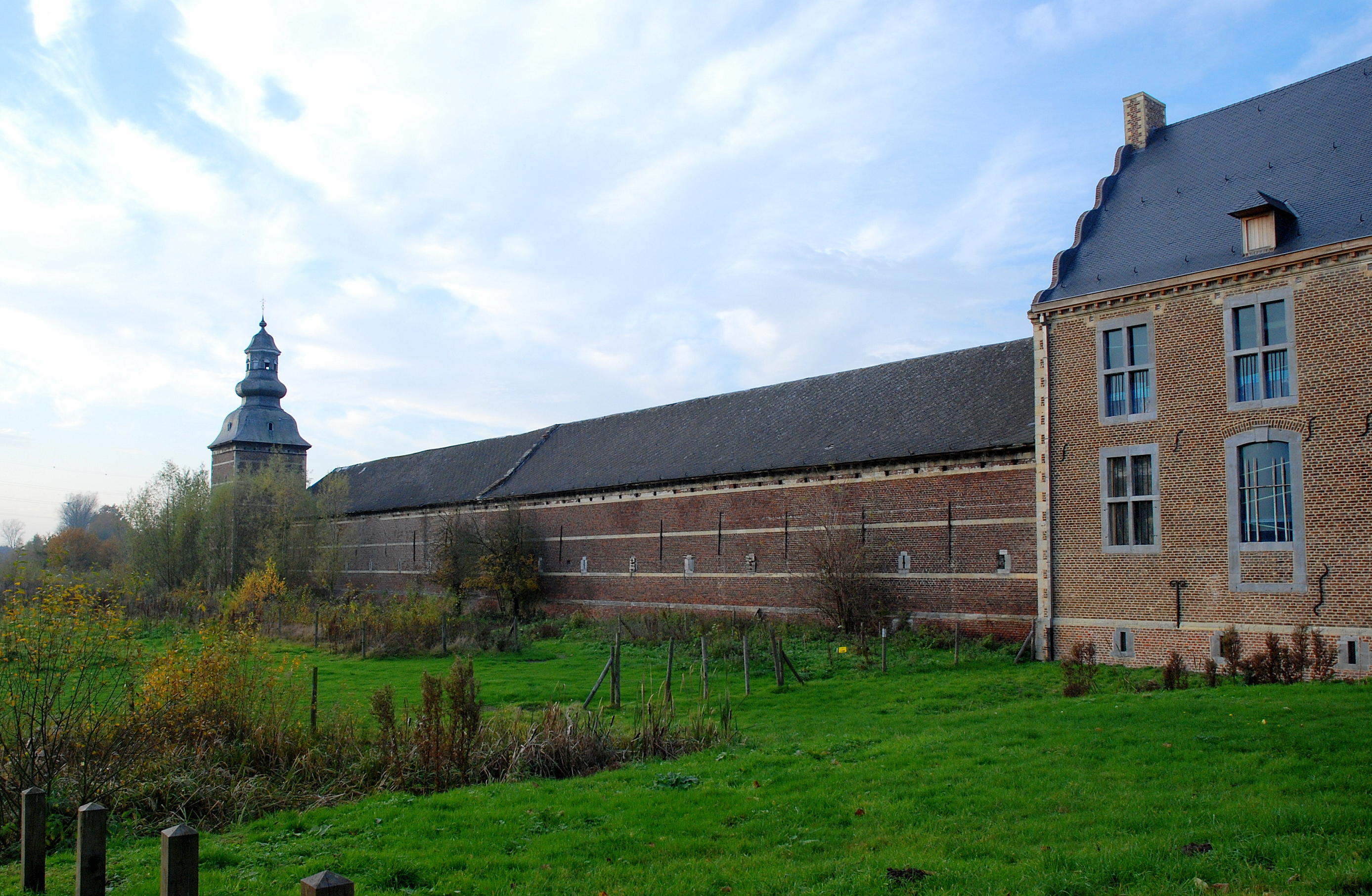
Abtei Herkenrode

Die Abtei Herkenrode war von 1217 bis 1797 ein Kloster der Zisterzienserinnen bei Hasselt in der Provinz Limburg, Belgien.

## Geschichte
Im Jahr 1182 gründete der Graf von Loon ein Kloster in Kuringen (heute: Hasselt), das (nach seinem Tod im Jahr 1194 vor Akkon) 1217 als erstes Zisterzienserinnenkloster der damaligen Niederlande in den Zisterzienserorden inkorporiert wurde. Es entwickelte sich zum größten Frauenkloster im Hochstift Lüttich, das in Elisabeth von Ryckel und Elisabeth von Spaalbeek auch bedeutende Mystikerinnen hervorbrachte. 1797 wurde das Kloster, das zuletzt 16 Grangien aufwies, aufgehoben; die Ausstattung wurde verkauft. Im Jahr 1826 wurde die gotische Kirche durch einen Brand zerstört. Heute ist von der alten Anlage weniger als die Hälfte übrig. Im Jahr 1972 kauften die Sepulchrinerinnen einen Teil der Gebäude und errichteten eine moderne Kirche sowie ein Meditationszentrum. Der andere Teil des Anwesens wurde seit 1998 renoviert und der Öffentlichkeit zugänglich gemacht. Durch Ausgrabungen seit dem Jahr 2004 wurde Rekonstruktion der Anlage im Modell ermöglicht. Seit 2011 wurde sie professionell zur regionalen Touristenattraktion mit Natur- und Kulturerbe (Museen, Parks, Ausstellungen) ausgebaut.

## Äbtissinnen
| - Ingeltrude I. (1182–1205) - Jutta I. (1205–1237) - Ingeltrude II. (1237–1257) - Jutta II. (1257–1272) - Margareta (1273–1281) - Aleidis van Diest (1281–1302) - Margareta van Stein (1303–1333) - Agnes van Guigoven (1333–1337) - Beatrix van Lobosch (1341–1354) - Aleidis van Wanrode (1354–1365) | - Catharina van Kerkom (1365–1391) - Catharina van Goetshoven (1395–1412) - Aleidis van Rijkel (1414–1433) - Elisabeth van Kerkom (1433–1442) - Beatrix van Reckhoven (1442–1447) - Catharina van Schoonbeek (1447–1456) | - Catharina van Pipenpoye (1456–1491) - Gertrudis de Lechy (1491–1519) - Mechtildis de Lechy (1520–1548) - Aleidis de Lechy (1548–1561) - Catharina van Ghoor (1561–1569) - Unbekannt (1569–1579) - Albertina van Schwartsenberg (1579) - Catharina van Gaver (1579–1585) - Anna van Blockerien (1585–1620) - Margareta van Bergen (1620–1637) - Barbara de Hinnesdael (1637–1653) - Anna Catharina de Lamboy (1653–1675, Schwester von Guillaume de Lamboy) - Claudia de Merode (1675–1702) | - Catharina van Mombeek (1702–1725) - Gertrudis van Mettekoven (1725–1728) - Barbara de Rivière d'Arschot (1728–1744) - Anna de Croÿ (1744–1772) - Augustina van Hamme (1772–1790) - Josephine de Gondrecourt (1791–1796) |

## Kunstschätze
Die Kunstschätze der Klosterkirche wurden teilweise an anderer Stelle erhalten:
- Die Glasfenster in der Kathedrale von Lichfield.
- Der barocke Hauptaltar von Jean Del Cour (1627–1707) in der Basilika Virga Jesse in Hasselt.
- Der Majolika–Fliesenboden aus dem Chor im Cinquantenaire Museum in Brüssel.
- Das reich verzierte Antiphonale in der Trappistenabtei Gethsemani in den Vereinigten Staaten.
- 114 Reliquien in der St.-Quintinus-Kathedrale in Hasselt.
- Die älteste überhaupt bekannte Monstranz im Museum Stellingwerff–Waerdenhof in Hasselt.
- Gemälde von Lambert Lombard in der Kirche von Stokrooie (Hasselt) und im Museum Grand Curtius in Lüttich.